# La serva padrona (Paisiello)
La serva padrona (deutscher Titel: Das Dienstmädchen als Gebieterin) ist ein Opernintermezzo in zwei Teilen von Giovanni Paisiello (Musik) mit einem Libretto von Gennaro Antonio Federico, das bereits 1733 von Giovanni Battista Pergolesi vertont worden war (La serva padrona). Die Uraufführung fand am 30. Augustjul. / 10. September 1781greg. zur Feier des Namenstags des noch nicht vierjährigen Großfürsten Alexander, des späteren Zaren Alexander I., im Palast von Zarskoje Selo statt.

## Handlung

### Ort und Zeit
Die Oper spielt in einem vornehmen Haus in einer italienischen Stadt. Das Grundthema der Handlung entstammt der Commedia dell’arte: Ein reicher alter Tölpel wird von seiner resoluten jungen Dienerin überlistet, ihn zu heiraten. Die Handlung ist gespickt mit Situationskomik und karikaturistischer Typenzeichnung.

### Erster Teil
Seit Stunden wartet der alte Junggeselle Uberto vergeblich darauf, dass ihm seine Magd Serpina endlich das Frühstück serviert (Arie Uberto: „Aspettare e non venire“ – Duett Serpina/Uberto: „Ma quando la finisci“). Er schickt seinen Diener Vespone, sie zu suchen. Uberto gibt sich selbst die Schuld an Serpinas Benehmen. Er hatte sie einst als junges Mädchen aufgenommen und wie eine Tochter verwöhnt. Nun weiß sie, wie sehr ihr Arbeitgeber von ihr abhängig ist, und lässt ihn und Vespone dies auch immer wieder spüren. Als sie nun mit Vespone das Zimmer betritt, beschimpft sie diesen, besteht darauf, als Herrin respektiert zu werden, und droht, ihn zu schlagen. Uberto ist ratlos (Arie Uberto: „Sempre in contrasti“). Um Serpinas wachsendem Zorn zu entgehen, kündigt er an, einen Spaziergang zu machen. Doch sie verbietet es ihm – schließlich sei bereits Mittag. Er solle einfach den Mund halten (Arie Serpina: „Stizzoso, mio stizzoso“). Nun platzt Uberto der Kragen. Er beauftragt Vespone, ihm eine Braut zu suchen – selbst eine Harpyie sei ihm lieber als Serpinas Regiment. Doch Serpina ist sicher, dass sie selbst die Auserwählte und zukünftige Hausherrin sein wird (Duett: „Lo conosco a quegli occhietti“).

### Zweiter Teil
Serpina hat einen schlauen Plan ersonnen und Vespone durch Versprechungen auf ihre Seite gebracht (Arie Serpina: „Donne vaghe i studi nostri …“). Um Ubertos Eifersucht anzustacheln (Duett Serpina/Uberto: „Donne infeste all’altrui bene“), gibt sie vor, ebenfalls heiraten zu wollen. Ihr Bräutigam sei der „Capitan Tempesta“ („Hauptmann Ungewitter“). Sie weist Uberto darauf hin, wie sehr er sie vermissen werde (Arie Serpina: „A Serpina penserete“). Während Serpina ihren Auserwählten holt, regen sich in Uberto bereits entsprechende Gefühle (Arie Uberto: „Son imbrogliato io già“). Serpina kommt mit ihrem bedrohlich aussehenden Bräutigam zurück. Dieser ist jedoch kein anderer als der als Soldat verkleidete Diener Vespone. Er spricht kein Wort und beantwortet Fragen lediglich mit Gesten. Serpina erklärt dem alten Hagestolz, dass ihr Liebster eine Mitgift von 4000 Scudi verlange. Ansonsten müsse Uberto sie selbst heiraten, oder Tempesta werde ihn in Stücke hauen. Der alte Uberto gibt auf. Er verspricht, sie selbst zum Traualtar zu führen. Damit hat Serpina ihr Ziel erreicht: Sie wird die neue Herrin. Vespone legt seine Verkleidung ab, und alle sind zufrieden (Duett: „Contento tu sarai“ oder „Per te ho io nel core“).

## Gestaltung
Paisiellos Vertonung des fünfzig Jahre alten Librettos zeigt zwar in vielen Details eine große Ähnlichkeit zu Pergolesis Fassung, doch ist sie nach Meinung des Dirigenten Hans Ludwig Hirsch „im Allgemeinen völlig neuartig“ und „in jedem Fall der Version seines genialen Vorgängers Pergolesi völlig gleichwertig“.

### Orchester
Die Orchesterbesetzung der Oper besteht aus zwei Flöten, zwei Oboen, zwei Fagotten, zwei Hörnern und Streichern.

### Musiknummern
Die Oper enthält die folgenden Musiknummern:
Erster Teil
- Ouvertüre
- Arie (Uberto): „Aspettare e non venire“
- Rezitativ (Uberto): „Quest’e per me disgrazia“
- Duett (Serpina, Uberto): „Ma quando la finisci“ (nicht in der von Pergolesi vertonten Fassung)
- Rezitativ (Serpina, Uberto): „Ola, dove si sta?“
- Arie (Uberto): „Sempre in contrasti con te si sta“
- Rezitativ (Serpina, Uberto): „In somma delle somme, per attendere al vostro bene“
- Arie (Serpina): „Stizzoso, mio stizzoso“
- Rezitativ (Serpina, Uberto): „Benissimo. Hai tu intenso?“
- Duett (Serpina, Uberto): „Lo conosco, a quegli occhietti“

Zweiter Teil
- Arie (Serpina): „Donne vaghe i studi nostri“ (nicht in der von Pergolesi vertonten Fassung)
- Rezitativ (Serpina): „Or che fatto tu sei dalla mia parte“
- Duett (Serpina, Uberto): „Donne infeste all’altrui bene“ (nicht in der von Pergolesi vertonten Fassung)
- Rezitativ (Serpina, Uberto): „Io crederei, che la mia serva adesso“
- Arie (Serpina): „A Serpina penserete“
- Rezitativ (Serpina, Serpina): „Ah! quanto mi sa male“
- Arie (Uberto): „Son imbrogliato io gia“
- Rezitativ (Serpina, Uberto): „Favorisca, signor … passi“
- Finale, Duett (Serpina, Uberto): „Contento tu sarai, avrai amor per me?“

## Werkgeschichte
Giovanni Paisiello komponierte dieses zweiteilige Opernintermezzo während seiner Zeit als Kapellmeister am Hof der russischen Zarin Katharina II. ab September 1776. Es war zur Feier des Namenstages ihres noch nicht vier Jahre alten Enkels, des späteren Zaren Alexander I., bestimmt. Die Uraufführung fand am 30. Augustjul. / 10. September 1781greg. im Palast von Zarskoje Selo südlich von Sankt Petersburg statt.
Der Text wurde vermutlich von Pasquale Mililotti nach den Anforderungen Paisiellos überarbeitet. Unter anderem wurden einige Textpassagen ergänzt und andere umgestellt. Die Partie der Serpina erhielt eine zusätzliche Arie zu Beginn des zweiten Teils („Donne vaghe i studi nostri“). Außerdem kam in jedem Akt ein Duett hinzu („Ma quando la finisci“ bzw. „Donne infeste all’altrui bene“). Trotz der beibehaltenen Bezeichnung als „Intermezzo“ handelt es sich bei dem Ergebnis um eine eigenständige kurze Opera buffa. Sie ist nicht wie Pergolesis Fassung als Pausenfüller zwischen den Akten einer Opera seria konzipiert.

Das Dienstmädchen als Gebieterin. Theaterzettel der Aufführung in Bremen 1804, zusammen mit Wilhelm Heinrich Brömels Schauspiel Gerechtigkeit und Rache

Paisiello erwähnte in einem Brief an Ferdinando Galiani, dass er gezwungen gewesen sei, diesen Text zu vertonen, da ihm keine Dichter oder Bücher zur Verfügung standen. Nach der erfolgreichen Aufführung habe die Kaiserin ihm und den beiden Sängern Geschenke gegeben. Die Darstellerin der Serpina habe eine Blume mit einem Kopf aus Diamanten erhalten, der Sänger der Partie des Uberto (die schwerlich besser ausgeführt werden könnte) einen Diamantring, und er selbst eine Schachtel mit einem Rand aus Diamanten.
Paisiello befürchtete zu Recht, dass seine Vertonung es an Beliebtheit mit der berühmten Fassung von Giovanni Battista Pergolesi (→ La serva padrona) nicht aufnehmen könnte. Dennoch hatte auch dieses Werk vor allem in den ersten Jahren einigen Erfolg. Aufführungen in italienischer Sprache gab es beispielsweise in Moskau (1782), Warschau (1785), Wien (1786 privat und 1794 im Theater am Kärntnertor), Madrid, Bologna und Lille (1786), Krakau (1788), Paris (1789 und 1801), Genua (1789), Braunschweig (1790), Lissabon (1790 und 1804), Prag (1791), Palermo (1792 und 1802), Modena, Portici und Triest (1793), London und Schwerin (1794), Neapel (1798), Belluno und Breslau (1799), Lyon (1805) und Padua (1811). In Sankt Petersburg wurde 1782 eine französische Übersetzung gespielt. Dort und in Moskau kam 1789 auch eine russische Fassung von A. I. Golintsin zur Aufführung (Wiederaufnahme in Moskau 1817). Eine polnische Übersetzung von W. Boguslawski wurde 1791 in Warschau gezeigt, eine tschechische (vermutlich) in Prag 1795 und eine deutsche mit dem Titel Das Dienstmädchen als Gebieterin 1803 in Bremen. Spätere Aufführungen gab es 1826 in Mailand, 1858 in London und New York, 1859 in Philadelphia, 1860 in Dublin, 1868 in Paris, 1871 in Padua, 1878 in Neapel, 1929 in Rom und 1936 in Kairo.

## Aufnahmen
- 1971 – Jerzy Pobrzanski (Dirigent), Orchester der Warschauer Kammeroper.
 Zdislawa Donat (Serpina), Jerzy Artysz (Uberto).
 Studioaufnahme.
 Muza SX 815 (2 LPs).[8]:12548
- 1988 – Wojtech Czepiel (Dirigent), Warschau Sinfonietta.
 Jeanne Marie Bima (Serpina), Graziano Polidori (Uberto).
 Studioaufnahme.
 Frequenz CD: 011-053 (1 CD).[8]:12549
- 1991 – Paolo Vaglieri (Dirigent), Orchestra da Camera di Milano.
 Anna Victoria Banks (Serpina), Gianluca Ricci (Uberto).
 Studioaufnahme.
 Nouva Era 7043 (1 CD).[8]:12550
- 1997 – Hans Ludwig Hirsch (Dirigent), Münchner Rundfunkorchester.
 Jeanne Marie Bima (Serpina), Petteri Salomaa (Uberto).
 Studioaufnahme.
 Arts 47152 (1 CD).[8]:12551
- September 1997 – Marcello Panni (Dirigent), Ugo Gregoretti (Inszenierung), Orchestra Filarmonica Marchigiana.
 Elisabeta Scano (Serpina), Bruno de Simone (Uberto).
 Live aus Jesi.
 Bongiovanni (1 CD).[8]:12552
- 17. April 2004 – Marco Zuccarini (Dirigent), Gianni Salvo (Regie), Salvo Tropea (Bühne), Alessandra Gramaglia (Kostüme), Salvatore Da Campo (Licht), Orchester des Teatro Massimo Bellini di Catania.
 Gabriella Colecchia (Serpina), Tiziano Bracci (Uberto), Gianni Salvo (Vespone).
 Viveo; live aus dem Teatro Sangiorgi in Catania; mit zusätzlichem Prolog und Finale von Piero Rattalino.
 Fabula Classica FAB602 (DVD).[9]
- Mai 2006 – Attilio Cremonesi (Dirigent), La Cetra Barockorchester Basel.
 Cinzia Forte (Serpina), Antonio Abete (Uberto).
 Aufnahme aus dem Théâtre de Poissy.
 ZIG ZAG Repertoires ZZT 070102 (1 CD).[10][8]:12553
- 19. April 2018 – Sabino Manzo (Dirigent), Chicco Passaro (Regie und Bühne), Francesca Marseglia (Kostüme), Orchestra Barocca Santa Teresa dei maschi.
 Valeria La Grotta (Serpina), Giuseppe Naviglio (Uberto), Gabriele Salonne (Vespone).
 Video; live vom Giovanni Paisiello Festival aus dem Teatro Orfeo in Tarent.
 Videostream auf YouTube.[11]